# Stanisław Burza-Karliński
Stanisław Karliński, ps. „Kruk", „Onfury", „Burza"; nazwisko konspiracyjne „Władysław Sobierajski" (ur. 30 marca 1921 w Dąbrowie k. Ręczna, zm. 12 kwietnia 2015 w Piotrkowie Trybunalskim) – generał brygady Wojska Polskiego, żołnierz podziemia niepodległościowego w czasie II wojny światowej.

## Życiorys
Syn Józefa i Antoniny z domu Żak. Jego ojciec był legionistą i walczył w wojnie polsko-bolszewickiej. Stanisław Uczył się w szkole powszechnej w Ręcznie. W 1937 został przyjęty do Szkoły Podoficerów Piechoty dla Małoletnich nr. 2 w Śremie. Jeszcze przed rozpoczęciem wojny otrzymał przydział do 52 Pułku Piechoty Strzelców Kresowych stacjonującym w Złoczowie. Podczas kampanii wrześniowej dowodził plutonem w obrony Lwowa. Po kapitulacji miasta dostał się do radzieckiej niewoli, z której uciekł i wrócił w rodzinne strony. Już w październiku tego samego roku zaangażował się w działalność Służby Zwycięstwu Polski a następnie ZWZ-AK w Obwodzie Piotrków Trybunalski. Początkowo na rzecz podziemia działał pod przykrywką instruktora pszczelarstwa. Wielokrotnie uczestniczył w akcjach likwidacyjnych Kedywu. Od listopada 1943 był dowódcą oddziału partyzanckiego „Burza”, który w lipcu 1944 wszedł w skład 25 pułku piechoty AK. W tym czasie pomagał między innymi grupom spadochronowym i jeńcom z Armii Czerwonej. Po zakończeniu wojny chciał dołączyć do Ludowego Wojska Polskiego, jednak został zatrzymany po tym jak zgłosił się w komisji wojskowej. Gdy został wypuszczony ponownie zorganizował oddział partyzancki, który w szczytowym okresie liczył 100 żołnierzy. 8 lipca 1945 pod Majkowicami dowodził w bitwie z Armią Czerwoną. Dwa tygodnie później, 18 lipca rozwiązał oddział uważając iż dalsza walka jest pozbawiona sensu i wyjechał do Wielkopolski. Utworzył tam Związek Byłych Partyzantów „Warta”, który miał się stać legalnym związkiem kombatanckim. Na skutek zdrady został aresztowany przez komunistów w Trzciance (Wielkopolska). W 1946 roku skazano go na karę śmierci, jednak ze względu na dyplom uznania jaki otrzymał w 1945 roku od dowództwa Armii Czerwonej sąd zmniejszył karę do 15 lat więzienia. Dzięki amnestii wyszedł na wolność w 1956. Prześladowany przez bezpiekę. W 1980 wyjechał do Kanady, do Polski powrócił w 1995.
8 sierpnia 2007 Prezydent RP Lech Kaczyński mianował pułkownika nie podlegającego obowiązkowi służby wojskowej Stanisława Burza-Karlińskiego na stopień generała brygady.
W 2013 zawieszony w prawach członka Światowego Związku Żołnierzy Armii Krajowej, gdyż protestował przeciwko byłym agentom bezpieki i oszustom we władzach tej organizacji. Ich sylwetki prezentowano na łamach miesięcznika „KurieR–Kultura i Rzeczywistość”, z którym gen. Burza-Karliński współpracował od 2004. W grudniu 2014 zlikwidowany został Okręg Piotrków Trybunalski, na którego stał czele.
Autor autobiografii W burzy dziejowej. Wspomnienia 1939-1945 (Wydawnictwo – Biuro Tłumaczeń, Wrocław 2005, ISBN 83-88826-33-6), „W burzy dziejowej” (wyd. II poprawione i rozszerzone, Wydawnictwo Mireki, Kraków 2014).

## Odznaczenia i wyróżnienia
- Krzyż Srebrny Orderu Wojennego Virtuti Militari (1944)
- Krzyż Komandorski Orderu Odrodzenia Polski (2006)[4]
- Krzyż Kawalerski Orderu Odrodzenia Polski (1995)[5]
- Krzyż Walecznych (dwukrotnie)
- Złoty Krzyż Zasługi
- Srebrny Krzyż Zasługi z Mieczami
- Medal Wojska (czterokrotnie)
- Krzyż Kampanii Wrześniowej
- Krzyż Armii Krajowej
- Medal „Za udział w wojnie obronnej 1939” (1991)
- Medal „Pro Memoria”
- Medal „Pro Patria”
- Krzyż Antykomunistycznego Związku Więźniów Politycznych 1939-1956
- Krzyż Więźnia Politycznego Stowarzyszenia Polskich Byłych Więźniów Politycznych
- Krzyż Więźnia Politycznego Związku Więźniów Politycznych Okresu Stalinowskiego
- Medal „Za zasługi dla Stowarzyszenia Kombatantów Misji Pokojowych ONZ”
- Honorowy Obywatel Piotrkowa Trybunalskiego
- Honorowy Obywatel Żarnowa
- Zasłużony dla Powiatu Opoczyńskiego
- Zasłużony dla Powiatu Piotrkowskiego